# Barbara Demeneix
Barbara Demeneix (née le 1er septembre 1949) est une endocrinologue, directrice de recherche au CNRS et lauréate de la médaille de l'innovation 2014.

## Carrière
Barbara Demeneix crée des têtards transgéniques qui deviennent fluorescents en présence de perturbateurs endocriniens. En 2006, elle crée la société Watchfrog, qui commercialise ces têtards.
En 2011, elle est récompensée par la revue Nature pour son implication auprès de jeunes chercheuses et chercheurs et pour son travail particulier sur les difficultés rencontrées par les jeunes femmes scientifiques.
En 2014, elle est directrice du département Régulations, développement et diversité moléculaire au Muséum national d'histoire naturelle de Paris,,. Elle publie cette année-là Losing Our Minds. How environmental pollution impairs human intelligence and mental health  qui sera publié en 2016 en français sous le titre Le Cerveau endommagé. Comment la pollution altère notre intelligence et notre santé mentale . Cet ouvrage décrit, à travers une analyse détaillée de la littérature scientifique, les effets sur le développement cérébral d'une exposition aux perturbateurs endocriniens présents dans notre environnement (pesticides, plastiques, etc.). Durant cette période de vulnérabilité accrue, une altération, même minime, de systèmes endocriniens (comme les hormones thyroïdiennes), cruciaux pour le développement, pourrait avoir des conséquences drastiques sur le fonctionnement cérébral (QI, TSA, troubles de l'attention) tout au long de la vie. 
En 2016, elle co-signe avec plus de 100 autres scientifiques une lettre, publiée dans Le Monde, dans laquelle ils demandent à l'Union européenne et la communauté internationale pour agir contre les perturbateurs endocriniens. Ils condamnent également les stratégies utilisées par les groupes industriels pour répandre le doute dans le dossier des changements climatiques.
En octobre 2017, elle publie le livre Cocktail toxique. Comment les perturbateurs endocriniens empoisonnent notre cerveau, pour dénoncer les dangers des perturbateurs endocriniens sur le cerveau humain,.
Elle est élue membre de l'Académie des technologies en 2019.

## Distinctions

### Prix
- 2014 : Elle obtient la Médaille de l'innovation du CNRS[1].

### Décorations
- Officière de la Légion d'honneur. Elle est faite chevalière le 13 juillet 2004[9], puis est promue officière le 18 avril 2014[10].
- Commandeure de l'ordre national du Mérite Elle est directement promue commandeure par décret du 15 novembre 2018[11].

## Livres
- Losing our Minds: How environmental pollution impairs human intelligence and mental health, Oxford University Press, 2014. Traduction française : Le Cerveau endommagé. Comment la pollution altère notre intelligence et notre santé mentale, Editions Odile Jacob, 2016.
- Toxic Cocktail: How chemical pollution is poisoning our brains, Oxford University Press, 2017. Traduction française : Cocktail toxique. Comment les perturbateurs endocriniens empoisonnent notre cerveau, Editions Odile Jacob, 2017.
- Comment les énergies fossiles détruisent notre santé, le climat et la biodiversité. Editions Odile Jacob, 2022.